# Küllisäär
Küllisäär est une île d'Estonie.